# Yael Reuveny

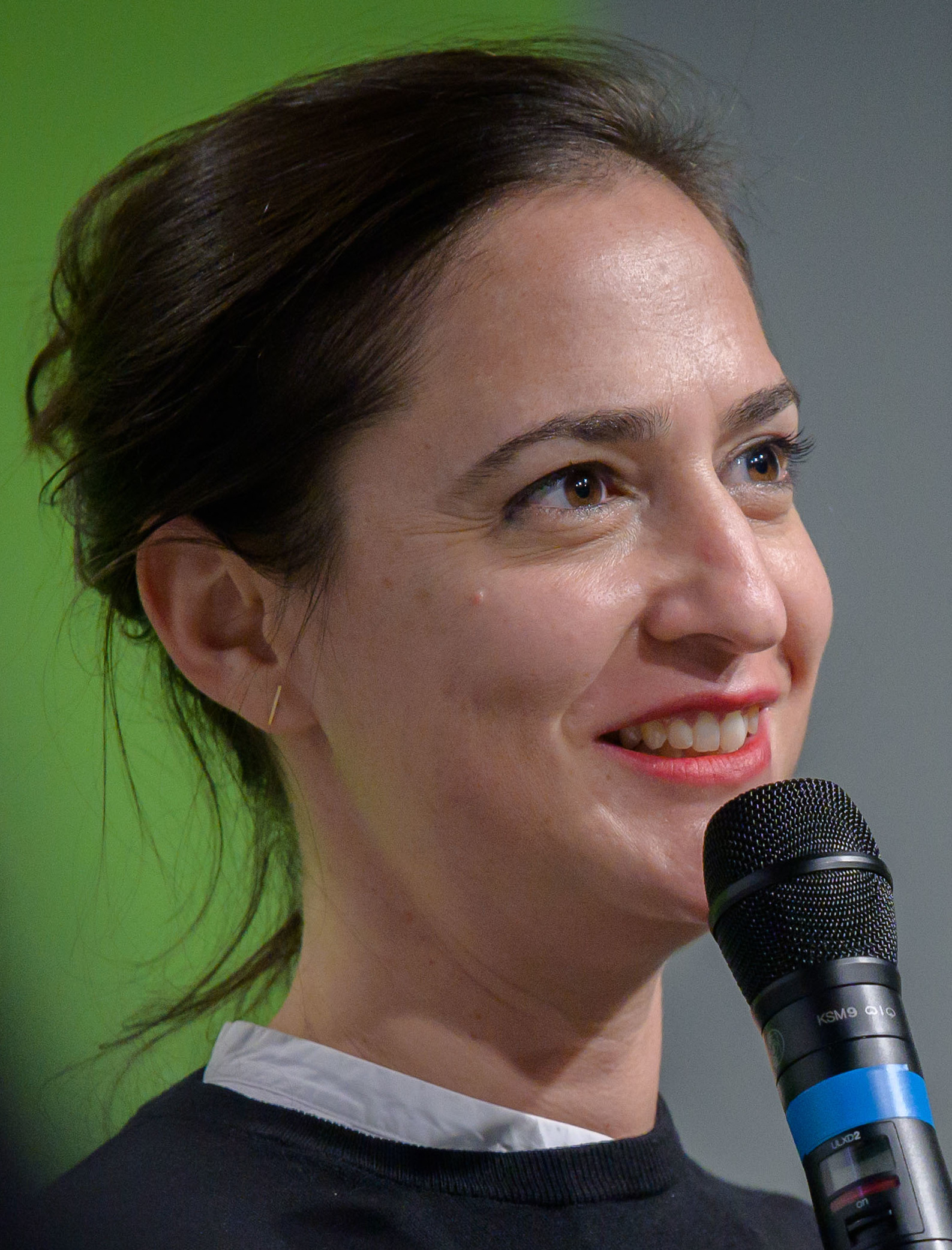
Yael Reuveny, 2021

Yael Reuveny (* 1980 in Petach Tikva) ist eine israelische Regisseurin und Drehbuchautorin.

## Leben
Reuveny studierte an der Sam Spiegel Film and Television School in Jerusalem und schloss ihr Studium 2005 mit dem Film Kleine Miriam’l ab. Seitdem lebt sie in Berlin.
Yael Reuveny führte Regie und produzierte Dokumentarfilme für das Jüdische Museum Berlin. Auch war sie verantwortlich für die Videoinstallation Jerusalem Variations, die Teil der Ausstellung My Name is Esperanza in Santander war.
Im Jahre 2009 machte Reuveny ihren ersten Dokumentarfilm fürs Kino. Erzählungen vom Verlorenen (Originaltitel: Toldot Ha’Menutzachim) war Teil des Projekts A Triangle Dialogue, einer Kompilation aus fünf Dokumentarfilmen aus Israel, Polen und Deutschland, die vom Aufeinandertreffen verschiedener Kulturen in Gesellschaft und Politik erzählen. Konkret beschreibt sie die Geschichte ihrer Familie um den im Holocaust verschollen geglaubten Bruder ihrer Großmutter. Dafür wurde sie unter anderem ausgezeichnet mit dem Förderpreis der DEFA-Stiftung, dem Short Documentary Award des Filmfestivals Jerusalem und dem Discovery Award des Filmfestivals Cottbus.
In ihrem 2014 erschienenen Dokumentarfilm Schnee von gestern vertieft sie dieses Thema weiter. Dafür erhielt sie weitere Auszeichnungen auf renommierten Filmfestivals. Mit Kinder der Hoffnung folgte 2021 ein weiterer Dokumentarfilm.

## Auszeichnungen
- 2013: DOK Leipzig – DEFA-Förderpreis für einen herausragenden deutschen Dokumentarfilm
- 2013: Haifa International Film Festival – Bester Dokumentarfilm
- 2013: Filmfestival Cottbus – DIALOG-Preis für die Verständigung zwischen den Kulturen (gestiftet vom Auswärtigen Amt)
- 2013: Deutsche Film- und Medienbewertung (FBW) – Filmprädikat besonders wertvoll
- 2014: Internationales Frauenfilmfestival – Publikumspreis
- 2014: Filmfest Schleswig-Holstein – Bester Langfilm
- 2014: Jüdisches Filmfestival Berlin & Potsdam – Gershon-Klein-Filmpreis für den besten deutschen Dokumentarfilm mit jüdischer Thematik